# ستيبي شوفار
ستيبي شوفار (بالكرواتية: Stipe Šuvar) ـ (17 فبراير 1936 ـ 29 يونيو 2004) هو سياسي وعالم اجتماع كرواتي ويوغوسلافي بارز. اختير سنة 2003 في استفتاء إعلامي شعبي ضمن قائمة أعظم كرواتي.
عمل شوفار أستاذًا لعلم الاجتماع بجامعة زغرب وغيرها من جامعات يوغوسلافيا من سنة 1960 إلى ثمانينيات القرن العشرين، ووضع عددًا من المؤلفات في السياسة وعلم الاجتماع. بدأ العمل السياسي عندما ضُمّ سنة 1972 إلى عضوية اللجنة المركزية لرابطة شيوعيي كرواتيا. وبعد عامين اختير وزيرًا للتعليم في كرواتيا، فقاد عملية مثيرة للجدل لإصلاح النظام التعليمي في كرواتيا. وفي ثمانينيات القرن العشرين، اختير عضوًا باللجنة التنفيذية الدائمة للجنة المركزية لرابطة شيوعيي كرواتيا، ثم عضوًا ورئيسًا للجنة التنفيذية الدائمة لرابطة شيوعيي يوغوسلافيا. وفي سنة 1989، انتخبه البرلمان الكرواتي لعضوية المجلس الرئاسي لجمهورية يوغوسلافيا الاشتراكية الاتحادية، غير أنه لم يلبث أن استُبعد بعد عام واحد، وذلك بعد أن سيطر عليه حزب الاتحاد الديمقراطي الكرواتي برئاسة فرانيو تودجمان عقب أول انتخابات تعددية في كرواتيا.
بعد سقوط الاشتراكية والاتحاد اليوغوسلافي، أسس شوفار مجلة «اليسار الكرواتي» (بالكرواتية: Hrvatska ljevica)، كما أسس حزب العمل الاشتراكي الكرواتي. وقد عرف شوفار طوال عمره بكونه منظّرًا ماركسيًا ومناهضًا للقومية، وقد ظل ـ على النقيض من كثير من مسؤولي يوغوسلافيا الشيوعية السابقين ـ مدافعًا عن الاشتراكية حتى بعد تفكك يوغوسلافيا.

## روابط خارجية
- ستيبي شوفار على موقع مونزينجر (الألمانية)